# Tornado em Indaiatuba em 2005

}}
No dia 24 de maio de 2005, um tornado violento com vórtices multiplos atingiu uma pequena parte do município de Indaiatuba, em São Paulo. O tornado causou prejuízos estimados em R$ 97,2 milhões, o que fez a prefeitura decretar estado de calamidade pública. Esse foi o primeiro tornado com multi-vórtices a ser registrado através de imagens na América do Sul.

## Descrição

Momento em que o tornado passou na estrada e causou a explosão da rede elétrica.

O Tornado de Indaiatuba de 2005 foi um desastre natural meteorológico que ocorreu na tarde do dia 24 de maio de 2005. O tornado foi classificado como F3, na Escala Fujita, após a avaliação da destruição. 
O evento destrutivo ocorreu imprevisivelmente durante a tarde, deixando um severo rastro destruição no extremo sudoeste do município. Felizmente, o evento não atingiu diretamente a área central e a região afetada foi apenas a área industrial.
Houve também outros múltiplos tornados confirmados pela Defesa Civil, em outros municípios de São Paulo durante a tarde e a noite do mesmo dia. Em Itatiba (SP), houve a ocorrência de um tornado muito severo durante a noite, sem classificação, mas com intensidade presumida em F2. O fenômeno deixou cerca de 230 pessoas desabrigadas e centenas de casas destruídas, além de arremessar veículos a vários metros. Houve também registro de dois outros tornados em Capivari (SP) e Bragança Paulista (SP), com 1 óbito relatado.
Além desses eventos, houve vários temporais severos com intensas rajadas de vento em vários municípios de São Paulo durante a tarde e noite do dia, gerando um grande prejuízo.

## Sinopse meteorológica
Os tornados e as tempestades severas foram resultadas da interação de uma frente fria com um cavado, que avançou do sul do Brasil para a região sudeste, criando um ambiente termodinâmico propício para tornados com elevação significativa dos níveis de CAPE, que ficaram acima de 2000 J/Kg, altos níveis de helicidade atmosférica e cisalhamento do vento em baixos níveis (0-1 km) muito altos.

## Informações do evento

### Caminho
De acordo com uma análise em um estudo, o tornado se formou em uma área rural próxima a "Estrada de Concórdia" em intensidade F1-F0. Porém, ganhou intensidade rapidamente ao seguir seu caminho reto em uma direção de sudeste para noroeste, adentrando a rodovia SP-073 e também passando pela "Rodovia Marginal Sul", até atingir a área industrial de Indaiatuba em sua intensidade máxima (F3), e finalmente perdendo força e se dissipando no noroeste do município.

### Danos e impactos
Houve destruição de torres de alta tensão e ao todo, 220 postes de energia elétrica foram derrubados e danificados; e escolas, postos de saúde e parte da prefeitura também foram severamente destruídos. Pelo menos 400 casas foram destelhadas; e o tornado completamente destruiu muros, telhados, estruturas metálicas, postes, galpões e muitas árvores.
Houve prejuízo em pelo menos 400 empresas do distrito industrial, das quais 15 ficaram totalmente destruídas. Além disso, todas as 720 empresas na região mantiveram-se paradas pela falta de energia elétrica. 
O tornado derrubou e descarrilou 18 vagões que estavam vazios e estacionados nas linhas da Ferroban, no Bairro Pimenta. Cada vagão pesava aproximadamente 25 toneladas. Os prédios do Serviço Nacional da Indústria (Senai) foram destruídos pelo tornado, que desmantelou a portaria, causou destelhamento, explodiu vidros, partiu árvores e derrubou os alambrados.
O tornado atingiu uma pequena parte dos bairros Esplanada, Pau Preto, Remulo Zoppi, Cecap, Jardim Renata, Mercedes, Oliveira Camargo e Pimenta. Mesmo assim, o Distrito Industrial foi o bairro mais atingido. O vento arremessou partes das coberturas de vários galpões, que foram encontradas a uma distância de até três quilômetros.

## Vítimas

### Indaiatuba
Pelo menos 60 pessoas ficaram desabrigadas, das quais 35 encaminhadas pela Prefeitura à uma escola, no Jardim Morada do Sol. 1  óbito não-reconhecido foi relatado e vários feridos.

### Itatiba
1 óbito tinha sido relatado no município. O número de feridos era desconhecido.

### Bragança Paulista
1 óbito, sendo ele de uma mulher que foi impalada no peito por uma viga de madeira lançada pelo provável tornado, enquanto dirigia.